# Beatriz Ramo
Beatriz Ramo López de Angulo (Zaragoza, 11 de enero de 1979) es una arquitecta española afincada en Róterdam

## Formación
Beatriz Ramo estudió arquitectura en la ETSAV de Valencia y en la Universidad Técnica (TU/e) de Eindhoven en los Países Bajos. Trabajó durante el 2003 y 2004 en el estudio holandés de arquitectura OMA - Office for Metropolitan Architecture en Róterdam.

## Trayectoria
Fundó su estudio de arquitectura STAR strategies + architecture en 2006 en Róterdam.
En 2009 ganó el concurso internacional para el diseño del Mirador del Palmeral en Elche que finalmente no se construyó.
Desde junio de 2012 Beatriz Ramo formó parte del Comité Científico del AIGP - Atelier International du Grand Paris, cuando STAR strategies + architecture fue uno de los quince equipos de arquitectos y urbanistas seleccionados para la segunda edición de este Atelier internacional. El Atelier International du Grand Paris, creado en 2010 con el apoyo de Nicolas Sarkozy, presidente del país, es una institución formada por los gobiernos estatales y locales de la región de Ile-de-France que tiene el objetivo de realizar propuestas y aconsejar al Gobierno en el área de la arquitectura y el urbanismo para el área metropolitana de la capital.
El estudio STAR strategies + architecture ha obtenido premios en concursos en China, Líbano, Islandia, Países Bajos, Noruega y España.
Desde el año 2008 es editora manager/ adjunta de la revista de urbanismo MONU Magazine on Urbanism, con la que ha colaborado desde su fundación en el 2004.